# Zwarte Molen (Kasterlee)
De Zwarte Molen is een windmolenrestant nabij de Antwerpse plaats Kasterlee, gelegen aan de Turnhoutsebaan direct ten zuiden van de aftakking Zandhoef.
Deze ronde stenen molen van het type grondzeiler fungeerde als korenmolen.

## Geschiedenis
Deze molen werd gebouwd in 1843. In 1903 werd de molen door de bliksem getroffen, waarbij de vier wieken werden verbrijzeld. Het assenkruis werd hersteld. Dit bleef bestaan tot 1966.
In 1965 kwam er een café-restaurant in de molen. In 1966 werd er brand gesticht waardoor de romp geheel uitbrandde. Slechts de geblakerde lege romp bleef over.